# Dobra (Gemeinde Pölla)
Dobra ist eine Katastralgemeinde der Gemeinde Pölla im Bezirk Zwettl in Niederösterreich.

## Geografie
De Katastralgemeinde besteht im Wesentlichen aus der Burgruine Dobra. Im Adressbuch von Österreich aus dem Jahr 1938 war Dobra als Weiler verzeichnet.  Dazu zählte auch die Dobramühle mit einem angeschlossenen Sägewerk, die sich ganz im Süden beim Kamp befand und heute im Dobrastausee versunken ist.

## Siedlungsentwicklung
Zum Jahreswechsel 1979/1980 befanden sich in der Katastralgemeinde Dobra insgesamt 3 Bauflächen mit 1.130 m² und 2009/2010 bestand ein Gebäude auf einer Baufläche.

## Geschichte
Laut Adressbuch von Österreich waren im Jahr 1938 in Dobra keine Gewerbetreibenden ansässig, aber in der Dobramühle war eine Mühle samt Sägewerk verzeichnet. 

## Bodennutzung
Die Katastralgemeinde ist forstwirtschaftlich geprägt. 18 Hektar wurden zum Jahreswechsel 1979/1980 landwirtschaftlich genutzt und 198 Hektar waren forstwirtschaftlich geführte Waldflächen. 1999/2000 wurde auf 18 Hektar Landwirtschaft betrieben und 198 Hektar waren als forstwirtschaftlich genutzte Flächen ausgewiesen. Ende 2018 waren 15 Hektar als landwirtschaftliche Flächen genutzt und Forstwirtschaft wurde auf 197 Hektar betrieben. Die durchschnittliche Bodenklimazahl von Dobra beträgt 24,3 (Stand 2010).